# Église Sainte-Marie-à-Monterone de Rome
L'église Sainte-Marie-à-Monterone (en italien : chiesa di Santa Maria in Monterone) est une église romaine située dans le rione Sant'Eustachio sur la via Monterone.

## Historique
Les origines de l'église sont peu connues. Elle est probablement construite sur les restes d'un temple païen du Ier siècle dans la zone des thermes d'Agrippine. La première mention de l'église est faite en 1186 dans une bulle d'Urbain III comme une dépendance de l'église San-Lorenzo-in-Damaso. Cette première église a subi deux restauration en 1245 et 1597. Elle fut entièrement reconstruite en 1682 sur décision du pape Innocent XI et tient son nom de la famille Monteroni de Sienne qui avait fait construire en ce lieu un hospice pour les pèlerins venant de cette ville. L'église a été paroissiale jusque vers 1825 lorsque Léon XII transfère la charge à la basilique Sant'Eustachio voisine.

## Architecture et décorations
L'église est constituée trois nefs séparées par des colonnes antiques toutes différentes à chapiteaux ioniens. Le maître-autel est décoré d'un tableau représentant la Madonna tra San Pietro Nolasco e San Pietro Pascasio de Pompeo Batoni.

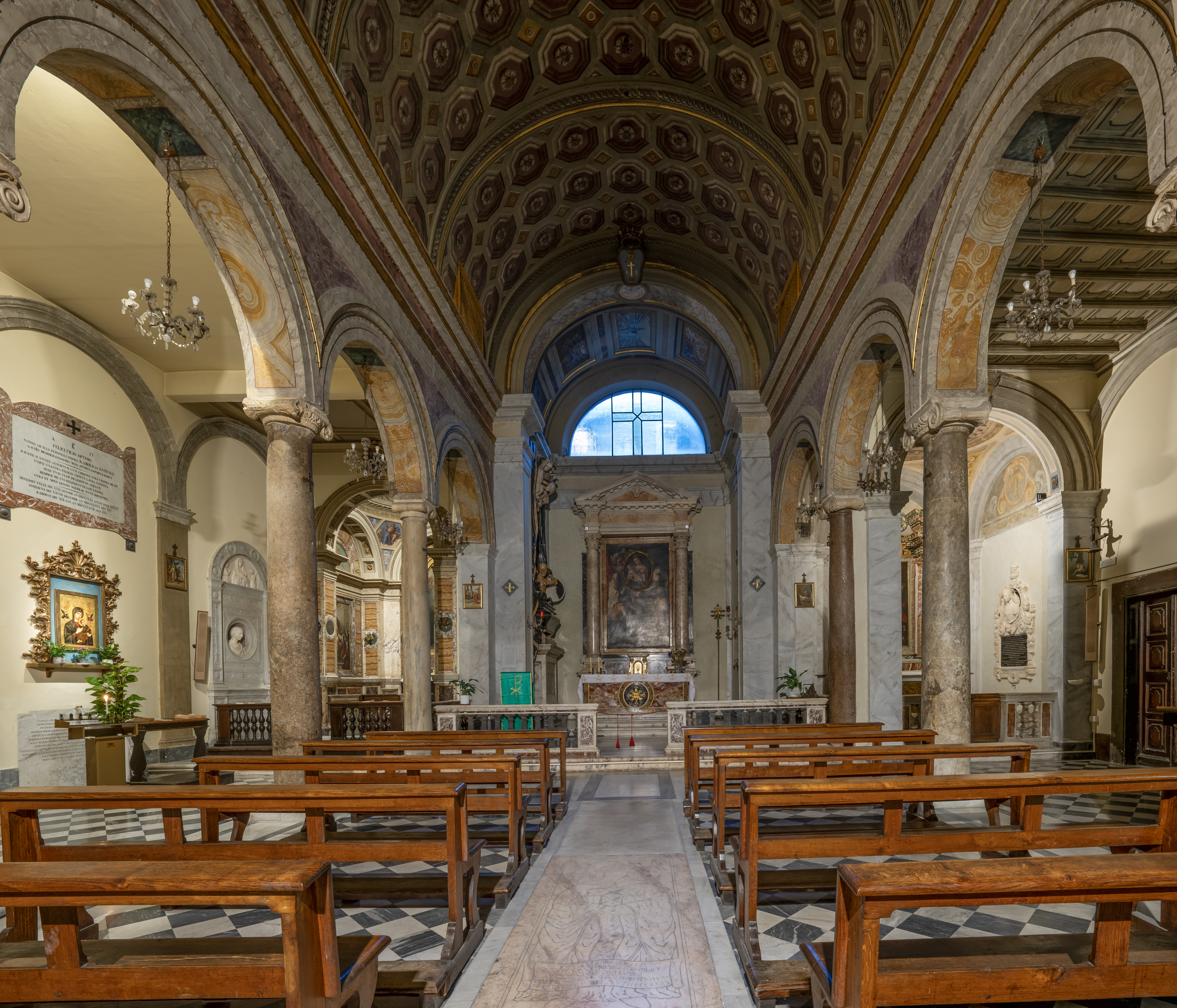
Intérieur
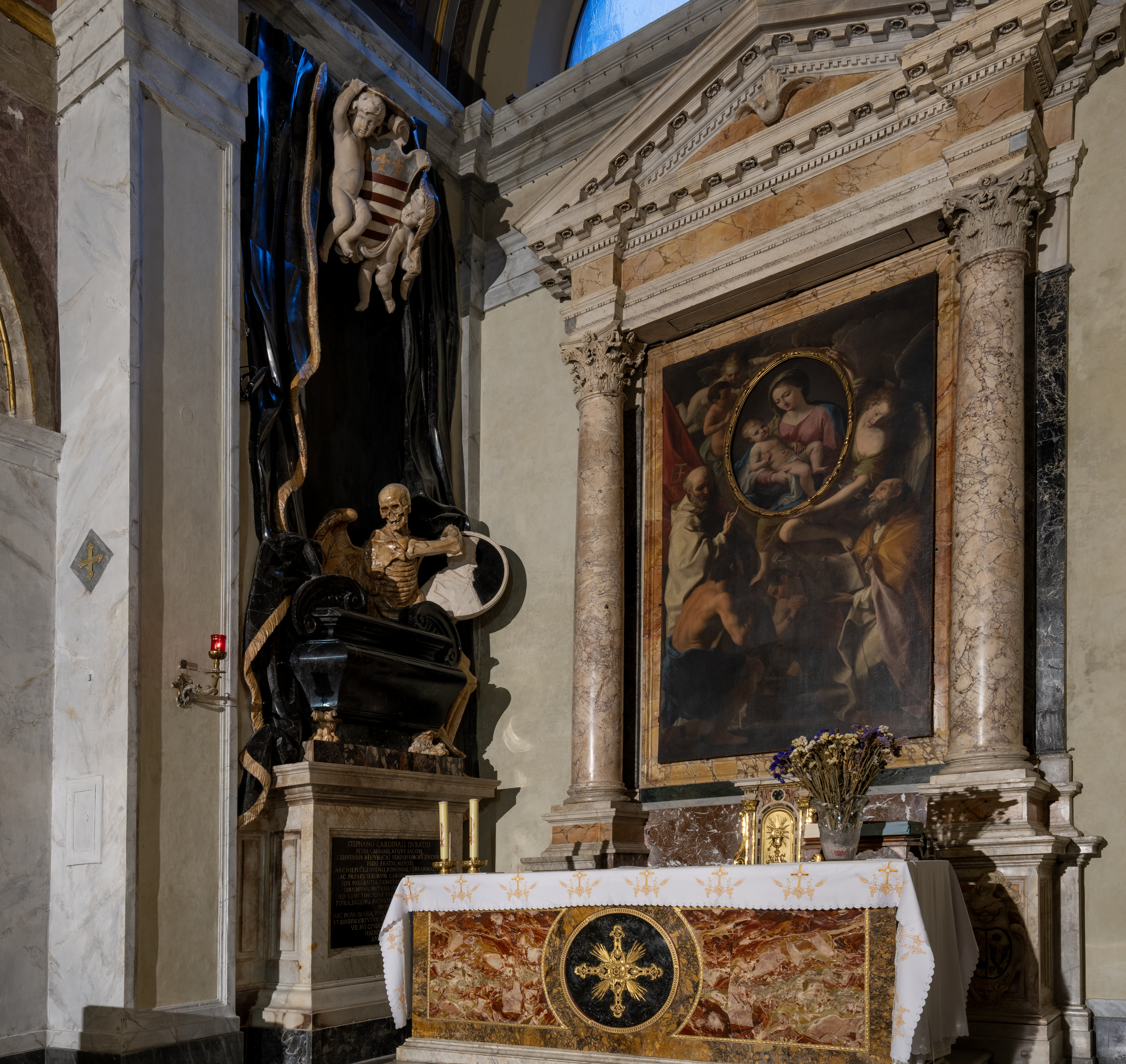
Autel et monument Durazzo

## Sources et références
- (it) Cet article est partiellement ou en totalité issu de l’article de Wikipédia en italien intitulé « Chiesa di Santa Maria in Monterone » (voir la liste des auteurs).